# 長崎市への原子爆弾投下
- 核兵器 > 核爆弾 > 原子爆弾 > ファットマン > 長崎市への原子爆弾投下
- 戦略爆撃 > 日本本土空襲 > 長崎市への原子爆弾投下
- 第二次世界大戦 > 太平洋戦争 > 日本本土の戦い > 日本本土空襲 > 日本への原子爆弾投下 > 長崎市への原子爆弾投下

座標: 北緯32度46分25.4秒 東経129度51分47.6秒 / 北緯32.773722度 東経129.863222度
長崎市への原子爆弾投下（ながさきしへのげんしばくだんとうか）は、第二次世界大戦（太平洋戦争）末期の1945年（昭和20年）8月9日（木曜日）に、連合国のアメリカ合衆国が枢軸国の日本の長崎に対して原子爆弾「ファットマン」（以下原爆と記す）を投下し、午前11時02分に炸裂した出来事である。
戦略爆撃機B-29「ボックスカー」により投下された原爆は、広島へ原爆投下（リトルボーイ）に続き、人類史上において実戦に使用された2回目の核兵器である。2025年時点では最後の実戦使用例である。
長崎市への原爆投下は、日本本土の戦いにおける日本本土空襲の、一局面であった。
爆心地は長崎市松山町で、現在は平和公園となった。当時の長崎市の人口24万人（推定）のうち約7万4千人が死亡、建物は約36%が全焼または全半壊した。同年9月中旬以降、進駐してきた連合軍が被災後の長崎を撮影し、当時の惨状を記録した。
長崎県、長崎市を指す「長崎」が「ナガサキ」と片仮名表記される場合は、長崎市への原子爆弾投下に関する言及である場合が多い。

## 原爆投下時
1945年（昭和20年）8月6日の広島原爆投下作戦において、観測機を務めたB-29「グレート・アーティスト」を操縦したチャールズ・スウィーニー少佐は、テニアン島へ帰還した夜、部隊の司令官であり、広島へ原爆を投下したB-29「エノラ・ゲイ」の機長であったポール・ティベッツ大佐から、再び原爆投下作戦が行われるためにその指揮を執ること、目標は第一目標が小倉市（現・北九州市）、第二目標が長崎市であることを告げられた。
その時に指示された戦術は、1機の気象観測機が先行し目標都市の気象状況を確認し、その後、護衛機無しで3機のB-29が目標都市上空に侵入するというものであった。この戦術は、広島市への原爆投下の際と同じものであり、日本軍はこれに気付いて何がなんでも阻止するだろうとスウィーニーは懸念を抱いた。
出撃機は合計6機であった。
スウィーニーの搭乗機は通常は「グレート・アーティスト」であったが、この機体には広島原爆投下作戦の際に観測用機材が搭載されていた。これをわざわざ降ろして別の機体に搭載し直すという手間を省くため、ボック大尉の搭乗機と交換する形で、爆弾投下機は「ボックスカー」となった。
「ボックスカー」には、スウィーニーをはじめとする乗務員10名の他、レーダーモニター要員のジェイコブ・ビーザー中尉、原爆を担当するフレデリック・アッシュワース海軍中佐、フィリップ・バーンズ中尉の3名が搭乗した。
先行していたエノラ・ゲイからは小倉市は朝靄がかかっているがすぐに快晴が期待できる、「ラッギン・ドラゴン」からは長崎市は朝靄がかかっており曇っているが、雲量は10分の2であるとの報告があった。この2機に関しては9日朝に国東半島付近を飛行中に目撃され、西部軍管区司令部（第16方面軍司令部兼任）は午前7時50分に空襲警報を発令した。午前8時30分、空襲警報は解除された。
前回の広島市への原爆投下では、3機の合流地点は、硫黄島上空であった。しかし、今回は、台風が硫黄島付近で勢力を増しつつあり、そのため合流地点を屋久島へ変更していた。3機は屋久島まで個々に飛行を行った。

1945年8月6日と9日の原爆投下の飛行ルート

午前7時45分に屋久島上空の合流地点に達し、計測機の「グレート・アーティスト」とは会合できたが、島の西側を旋回していた写真撮影機の「ビッグ・スティンク」とは会合できなかった。それでも高度12,000メートルの地点で「エノラ・ゲイ」、「ラッギン・ドラゴン」からの気象報告を受信したスウィーニーは2機編隊で作戦を続行することにした。この気象報告は埼玉県の大和田通信所で傍受されており、直ちに西部軍管区に転送された。
午前9時40分、大分県姫島方面から小倉市の投下目標上空へ爆撃航程を開始し、9時44分投下目標である小倉陸軍造兵廠上空へ到達。爆撃手カーミット・ビーハン陸軍大尉がノルデン爆撃照準器から目標を確認し、それを受けてスウィーニーが投下用意を令して爆弾倉を開け、スウィーニー以下全搭乗員が保護メガネを着用して爆発に備えた。ところが、当日の小倉上空を漂っていた霞もしくは煙のために照準器の視野が遮られ、目視による投下目標確認に失敗する。この時視界を妨げていたのは、前日（8月8日）にアメリカ軍が敢行した八幡市空襲（八幡・小倉間の距離はおよそ7キロメートル）の、残煙と靄だといわれる。また、この時地上では広島への原爆投下の情報を聞いた日本製鐵八幡製鉄所の従業員が、9日朝、敵機が少数機編隊で北上している報を聞き、上司の命令で煙幕装置に点火。新型爆弾を警戒して「コールタールを燃やして煙幕を張った」と証言しており、これが影響した可能性もある。「ボックスカー」は旋回して爆撃航程を少し短縮して爆撃態勢を繰り返すものの煙で依然として目標がつかめなかったばかりか、日本軍高射砲からの対空攻撃が激しくなり、「ボックスカー」の周囲には高射砲からの弾着が取り巻いて機体が爆風で揺さぶられるようになった。
日本軍において、九州の防空を担っていたのは第6航空軍であった。さらに、大和田通信所からの情報を転送された各基地のうち、陸軍芦屋飛行場から飛行第59戦隊の五式戦闘機、海軍築城基地から第203航空隊の零式艦上戦闘機10機が緊急発進してきたことも確認された。「ボックスカー」は東側に転じて3度目となる爆撃航程を行うがこれも目標を確認することが出来ず失敗。この間およそ45分間が経過した。この小倉上空での3回もの爆撃航程失敗のため残燃料に余裕がなくなり、その上「ボックスカー」は燃料系統に異常が発生したので予備燃料に切り替えた。その間に天候が悪化して目視爆撃が難しくなり、目標を小倉市から第二目標である長崎県長崎市に変更すべく午前10時30分頃、小倉市上空を離脱した。

### 長崎上空
3回原爆投下を試みたが、果たせなかったスウィーニーは小倉から攻撃開始地点の姫島へ戻ろうとした。コックピットの他の隊員から第2目標の長崎行きを勧められる。突然、スウィーニーは右旋回して長崎の方向に向かった。このとき、右側後方を飛行していたボック大尉操縦の「グレート・アーティスト」と危うく空中衝突しそうになる。スウィーニーは航法士にボックの位置を確認するため振り向いたとき「ボックはどこだ？」と聞いたが、この際にインターフォンと間違えて通信機器に触れて無線封止の命を破る形となり、「ボックはどこだ？」という音声通信はホプキンス中佐が操縦する「ビッグ・スティンク」に伝わってしまった。ボックは左側後方を無事に飛行していた。直後、「チャック！ どこにいる？」というホプキンス中佐からの音声通信が返ってきたが、それには答えることなく長崎へ向かった。「ビッグ・スティンク」は、いまだ屋久島上空で旋回していた。長崎への天候観測機「ラッギン・ドラゴン」は「長崎上空好天。しかし徐々に雲量増加しつつあり」とすでに報告していたが、それからかなりの時間が経過しておりその間に長崎市上空も厚い雲に覆い隠された。「ボックスカー」は小倉を離れて約20分後、長崎県上空へ侵入、午前10時50分頃、「ボックスカー」が長崎市上空に接近した際には、高度1,800メートルから2,400メートルの間が、80パーセントから90パーセントの積雲で覆われていた。
補助的にAN/APQ-7“イーグル”レーダーを用い、北西方向から照準点である長崎市街中心部上空へ接近を試みた。スウィーニーは目視爆撃が不可能な場合は太平洋に原爆を投棄せねばならなかったが、兵器担当のアッシュワース海軍中佐が「レーダー爆撃でやるぞ」とスウィーニーに促した。命令違反のレーダー爆撃を行おうとした瞬間、本来の投下予定地点より北寄りの地点であったが、雲の切れ間から一瞬だけ眼下に広がる長崎市街が覗いた。ビーハンは大声で叫んだ。
スウィーニーは直ちに自動操縦に切り替えてビーハンに操縦を渡した。工業地帯を臨機目標として、午前10時58分、高度9,000メートルから「ファットマン」を手動投下した。ファットマンは放物線を描きながら落下、約4分後の午前11時2分、市街中心部から北へ約3キロメートルそれた（目標地帯からは500 - 600メートル北とする説もある）松山町171番地の別荘のテニスコート上空503メートル±10メートルで炸裂した。
「ボックスカー」は爆弾を投下直後、衝撃波を避けるため北東に向けて155度の旋回と急降下を行った。爆弾投下後から爆発までの間には後方の「グレート・アーティスト」から爆発の圧力、気温などを計測する3個のラジオゾンデが落下傘をつけて投下された。これらのラジオゾンデは、原爆の爆発後、長崎市の東側に流れ、正午頃に戸石村上川内（爆心地から11.6キロメートル）、田結村補伽（同12.5キロメートル）、江の浦村嵩（同13.3キロメートル）に落下した。
「ボックスカー」と「グレート・アーティスト」はしばらく長崎市上空を旋回し被害状況を確認し、テニアン基地に攻撃報告を送信した。

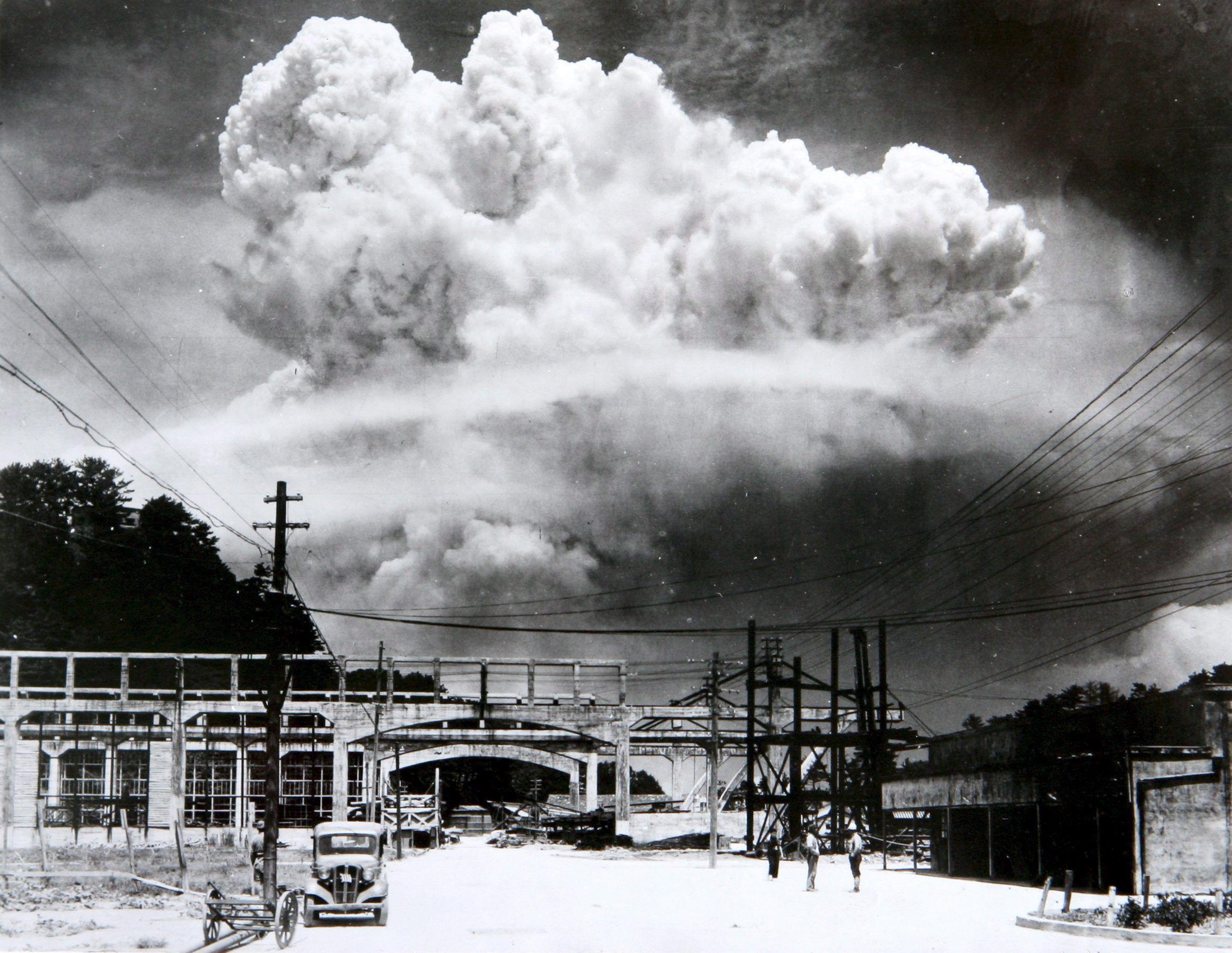
香焼島から撮影された長崎原爆のキノコ雲（松田弘道撮影）

この時の原爆爆発の様子は16mmのカラーフィルムに3分50秒の映像として記録された。この映像には爆発時の火の玉からキノコ雲までがはっきりと写っている。
長崎のキノコ雲については、爆心地から約10キロメートル離れた香焼町で炸裂から約15分後に住民が撮影した写真や、大村市の大村海軍病院から撮影された写真が残されている他、遠くの県からも見えたとの証言もある。約100キロメートル離れた熊本県熊本市でも「ピカッと閃光が走り、空気がぶるぶるっと震え、遠くにキノコ雲が上がるのが見えた」との証言がある。また遠く200キロメートル離れ、九州山地の東側に位置する大分県中津市でも「あの日長崎方面から立ち上がるキノコ煙が見え、何事かと不安になり恐ろしかった」と当時を語る証言もある。

### 帰還
「ボックスカー」は長崎市上空を離脱する際には残燃料約1,000リットルであり、計算では沖縄の手前120キロメートルから80キロメートルまでしか飛べないと考えられた。スウィーニーはエンジンの回転数を落とし徐々に降下することで燃料を節約し、14時に沖縄県の読谷飛行場に緊急着陸した。残燃料はわずか26リットルであったという。着陸後、スウィーニーはドーリットル空襲で名を馳せたアメリカ第8航空軍司令官ジミー・ドーリットル陸軍中将と会談した。燃料補給と整備が終了した「ボックスカー」、「グレート・アーティスト」、「ビッグ・スティンク」の3機は16時過ぎに離陸、3機は、日本時間21時25分から21時58分にテニアン島に帰還した。

## 長崎原爆
長崎原爆はプルトニウム239を使用する原子爆弾である。このプルトニウム原爆はインプロージョン方式で起爆する。長崎原爆「ファットマン」はTNT火薬換算で22,000トン（22キロトン）相当の規模にのぼる。この規模は、広島に投下されたウラン235の原爆「リトルボーイ」（TNT火薬15,000トン相当）の1.5倍の威力であった。
目視確認した上での投下が重要命令であったものの、当日は街が雲で覆われていてわずかな雲の切れ間から街が見えたチャンスにそこに投下することとなり、その結果、投下地点は予定していた市街地の中心部ではなくなった。長崎市は周りが山で囲まれた特徴ある地形で、熱線や爆風が山によって遮断された結果、広島よりも破壊被害は軽減された。周りが平坦な土地であった場合の被害想定は、広島に落とされた「リトルボーイ」の威力を超えたとも言われている。また仮に当初目標の小倉に投下された場合、山口県下関市を含めた関門海峡周囲の壊滅が予想され、広島よりも大きな被害になったとされる。
長崎県知事が広島原爆教訓をもとに、9日に避難命令の検討を行おうとしていたが、間に合わなかった。同じく投下目標都市になっていた新潟は、10日に知事が命令を決定し、11日から集団疎開が始まった（原爆疎開）。

## 長崎原爆投下の背景と経緯
長崎型の原爆は自然界には極微量しか存在しない元素プルトニウム239を（原子炉を運転して人工的に製造して）使用する。また爆弾の材料のプルトニウムはその同位体純度から来る問題や高濃縮ウランとは異なる反応特性を持つため、爆弾の動作原理と構造には全く異なるものが必要になる。そのため、その開発はウランを使用する広島原爆とは違った道程をたどった。

### アメリカとイギリスと日本の軍事的な経緯
1939年8月2日、イギリス委任統治領パレスチナのヘブライ大学建設資金集めに尽力してきたユダヤ人アインシュタインが、フランクリン・ルーズベルト大統領に宛てた手紙（アインシュタイン＝シラードの手紙）で、「大量のウランが核分裂連鎖反応を起こす現象は、新型爆弾の製造につながるかもしれない。飛行機で運ぶには重過ぎるので、船で運んで港湾ごと爆破することになる。アメリカで連鎖反応を研究している物理学者グループからなる諮問機関をつくるのがいい」と進言。
1939年9月1日、第二次世界大戦勃発。
1939年10月11日、その手紙（アインシュタイン＝シラードの手紙）がフランクリン・ルーズベルト大統領に届けられる。
1939年10月21日、アメリカはウラン諮問委員会を設置。
1940年4月10日、イギリスが第一回ウラン爆発軍事応用委員会（MAUD委員会）の会議を開催。
1940年4月、理化学研究所（理研）の仁科芳雄がウラン爆弾計画を安田武雄陸軍航空技術研究所長に進言。
1940年4月、安田武雄中将が部下の鈴木辰三郎に「原子爆弾の製造が可能であるかどうか」について調査を命じる。
1940年6月、鈴木辰三郎は東京帝国大学の物理学者嵯峨根遼吉（当時は助教授）の助言を得て、2か月後に「原子爆弾の製造が可能である」ことを主旨とする報告書を提出。
1940年7月6日、すでに理研の仁科芳雄らがイギリスの学術雑誌『ネイチャー』に投稿していた『Fission Products of Uranium produced by Fast Neutrons（高速中性子によって生成された核分裂生成物）』と題する、2個の中性子が放出される（n. 2n）反応や、複数の対象核分裂を伴う核分裂連鎖反応（臨界事故）を起こした実験成果が掲載された。この実験では臨界量を超える天然ウラン（ウラン238-99.3%, ウラン235-0.7%）に高速中性子を照射したが、現在ではそのことによってプルトニウム239が生成されることや、核爆発が起きることが知られている。
1941年4月、大日本帝国陸軍が理研に原爆の開発を依頼。ニ号研究と名付けられる。
1941年7月15日、イギリスのMAUD委員会は、ウラン爆弾が実現可能だとする最終報告を承認して解散。
1941年10月3日、イギリスのMAUD委員会最終報告書が、公式にフランクリン・ルーズベルト大統領に届けられる。
1941年11月末、連合国軍最高司令官総司令部の主要メンバーとなるユダヤ人ベアテ・シロタ・ゴードンの母で、大日本帝国貴族院議員のサロンを主催していたオーギュスティーヌが、夫レオ・シロタと共にハワイから再訪日。
1941年12月8日、太平洋戦争（大東亜戦争）勃発、日本がアメリカ、イギリスと開戦。
1942年9月26日、アメリカの軍需生産委員会が、マンハッタン計画を最高の戦時優先等級に位置づけた。
1942年10月11日、アメリカはイギリスにマンハッタン計画への参画を要請。
1944年7月9日、朝日新聞に、『決勝の新兵器』と題して「ウラニウムに中性子を当てればよいわけだが、宇宙線には中性子が含まれているので、早期爆発の危険がある。そこで中性子を通さないカドミウムの箱に詰め、いざという時に覆をとり、連鎖反応を防ぐために別々に作ったウラニウムを一緒にして中性子を当てればよい」という記事が掲載された。ウラン原爆の起爆操作と全く同じであった。

### 超ウラン元素プルトニウム
プルトニウムの歴史は、まずウラン原子核（原子番号92）の核分裂の実験の際に、原子番号93,94の元素の存在が予言されたことに始まる。1940年に原子番号93のネプツニウムが発見された。次いで1941年2月に原子番号94のプルトニウムがカリフォルニア大学バークレー校のグレン・シーボーグにより発見された。
この頃の世界情勢は1939年9月にヨーロッパで第二次世界大戦が勃発しており、またその頃に亡命物理学者レオ・シラードがF・D・ルーズベルト大統領宛に原爆開発の歴史的な進言書（アインシュタイン＝シラードの手紙）を送っていた。プルトニウムが兵器原爆の原材料としての関心を集めるのも時間の問題であった。
なお1940年3月には「フリッシュ&パイエルス覚書」（Frisch-Peierls memorandum）により、原爆の実現可能性が示されており、核分裂のエネルギーを利用する軍事研究が既に始まっていた。

### プルトニウム生産原子炉
前述の通り、プルトニウムは自然界に極微量しか存在しない超ウラン元素である。従いプルトニウム原爆の第一の関門は如何にしてプルトニウムを生産するかである。プルトニウムはウラン238が中性子を吸収し、二段階のベータ崩壊を起こしてプルトニウム239に変換することにより生成する。この過程を効率よく行う課題があった。
1941年12月8日の日本軍の真珠湾攻撃により日米間が開戦した。この直後、シカゴ大学のアーサー・コンプトンは「冶金研究所」（Metallurgical Laboratory, 隠蔽のために無関係な名称が付けられた）にてプルトニウムの研究を開始する。研究のため、コンプトンはレオ・シラード、グレン・シーボーグ、イタリアからの亡命科学者のエンリコ・フェルミなど核分裂の研究者をシカゴ大学に呼び集めた。
1942年5月　プルトニウム増殖の技術研究の原子炉シカゴ・パイル1号（CP-1）の開発が開始した。原子炉CP-1はシカゴ大学キャンパス内のアメフト場（Stagg Field）に作られ、その年の12月にはパイルは臨界実験に成功する。1942年8月には、シーボーグは計量可能量のプルトニウムの分離に成功する。しかしCP-1はプルトニウムの実生産にはスケールが小さすぎるため、直ちに実生産プラントの計画が始まった。プルトニウム原爆の製造に必要量のプルトニウムを生産するためには、巨大設備が必要であることが判明した。
なお、1942年5月にはジェームズ・コナント（James Bryant Conant, ハーバード大学総長および国防研究委員会議長）より、ウラン原爆とともにプルトニウム原爆の開発に着手するよう、科学研究開発局局長のヴァネヴァー・ブッシュに進言している。
ブッシュらは巨費を要する原爆の開発・製造を国家事業とするようにルーズベルト大統領に提言し、大統領はこれを承認した。これをうけ、1942年9月にレズリー・グローヴスを統括指揮官とする秘密国家プロジェクト「マンハッタン工兵管区」が開始された。通称マンハッタン計画と呼ばれる原爆の開発・製造プロジェクトである。
マンハッタン計画の下、プルトニウム生産の巨大プラント建設が始まった。

## 被爆以前の長崎
1570年　日本初のキリシタン大名とされる大村純忠による長崎開港以降、それまで一寒村に過ぎなかった長崎はポルトガルや中国との海外貿易の拠点として飛躍的に発展、長崎港に注ぐ中島川沿いを中心に街が形成されていった。1641年には、ポルトガル人が追放され「空き物件」となっていた出島（1636年完成）に平戸からオランダ商館が移転。1859年の開国まで、西洋との唯一の窓口となる。
一方原爆が投下された浦上地区は、中島川流域とは金比羅山（標高360メートル）で隔てられていた（原爆被害を考える上でこの地理関係は重要である）。長崎港に注ぐ浦上川の下流に新田や塩田が開発されたが、長崎街道の「脇道」である時津街道が通る一農村に過ぎなかった。しかし、多くのキリシタンが地下組織を作り、禁教下も独自の信仰を守り続けた隠れキリシタンの里であった。
明治維新後、これまで「裏道」に過ぎなかった浦上地区に九州鉄道（現：長崎本線）が敷設され開発が進む。長崎も「西洋との唯一の窓口」という役割は終えたが、長崎海軍伝習所の流れを汲む造船業や、上海など大陸と日本を結ぶ船舶航路の拠点として発展を続ける。長崎港口に浮かぶ伊王島、高島、端島（軍艦島）では石炭が見つかり、鉱山として開発され、多くの労働力も集まった。主力産業であった造船、鉱業は三菱財閥により支えられており、企業城下町でもあった。
信仰の自由を得た浦上の信徒らは、1914年、約30年の歳月を費やし、東洋一のロマネスク様式の名建築とも評された浦上天主堂を建立する。1920年に浦上が長崎市に編入された後も、長崎電気軌道の延伸などもあり、三菱製鋼所や三菱兵器工場などの工場施設、長崎医科大学や長崎商業学校、鎮西学院などの文教施設、競馬場、刑務所などの公的施設が整備、拡充されていった。
長崎市の人口数は1940年の調査で252,630人で全国11位、九州では幕末以降も長きにわたり最多だったが、八幡市・福岡市に追い抜かれた。

### 被爆の実相の伝承
国立長崎原爆死没者追悼平和祈念館と長崎大学核兵器廃絶研究センター（RECNA）は、2021年から取り組んでいる《「被爆の実相の伝承」のオンライン化・デジタル化事業》の一環として、2023年3月7日に「被爆前の日常アーカイブ」を公開した。連合軍撮影のドキュメンタリーにも、被災前の長崎を断片的に収録した事例がある。
日本の降伏後、連合国軍は日本列島各地に進駐した。9月中旬にはアメリカ海兵隊の第2海兵師団が、長崎に上陸した。
この際に兵士や調査班が各自に写真や動画を撮影し、一部はアメリカ国立公文書記録管理局に保存された。また被災後の市街地映像は諸外国のニュースでも放映され、各報道機関の映像資料としてオンラインで閲覧できる。
連合軍は日本側の撮影隊と共に『広島・長崎における原子爆弾の影響』に代表されるドキュメンタリーを制作し、短縮版、長編版が、オンラインで閲覧できる。

## 原爆投下直前
長崎への原爆投下時、日本軍において九州の防衛を担当していたのは、第2総軍隷下の、第16方面軍（司令官横山勇陸軍中将。司令部は西部軍管区司令部兼任）であった。航空兵力として、日本陸軍の第6航空軍などが展開していた。長崎市には、独立混成第122旅団（長崎要塞、司令官谷口元治郎陸軍中将）、第134高射砲連隊、重砲兵第17連隊や特設警備大隊等が配備されていた。日本海軍は、九州に第三航空艦隊（司令長官寺岡謹平海軍中将）と、第五航空艦隊（司令長官宇垣纏海軍中将）を配置していた。
屋久島上空から小倉へ原爆投下に向かうB-29により、長崎には朝から空襲警戒警報が出ていた。一旦は避難した市民も多かったが、午前10時過ぎには解除されたため、大半の労働者・徴用工・女子挺身隊は、軍需工場の作業に戻ったとされている。
長崎原爆戦災誌によると、広島の新型爆弾の惨状を聞いた永野若松県知事は8日夜、警察の部課長や署長を官舎に集め、同じ爆弾が長崎に落とされる恐れもあるとして、明日にでも会議を開いて対策を検討しようと指示を出した。
そして9日、避難命令が一番いいと考えた永野知事は会議を招集したものの、朝は空襲警報が出ており、警察幹部は長崎市立山の県防空本部（立山防空壕）を動けなかったため、知事が自ら同本部へ駆けつけ、会議を始めた途端に爆弾が投下され、壕内の電気が消え真っ暗になったとされている。また同盟通信社長崎支局には、当日午前11時に県の防空課長から、新型爆弾に対する戦訓を広く発表したいとの招集があったとされる。
西部軍管区は北九州へむかうB-29少数機を原爆搭載機と判断し、午前10時53分に空襲警報を発令した。B-29が八幡上空を旋回したあと長崎方面に移動したので、第16方面軍は「B-29少数機、長崎方面に侵入しつつあり、全員待避せよ」と各種メディアにより緊急連絡したが、特殊爆弾（原爆）投下の疑いありとは付け加えなかった。
また前述の長崎上空での無線傍受により、原爆投下直前の10時58分から「長崎市民は全員退避せよ」との臨時ニュースが佐賀、熊本、福岡3県のラジオで流れたことも分かっている。その臨時ニュースは、「総退避」の叫び声が流れる中、原爆の投下と同時に無変調となった。

## 人体への影響
原爆は浦上地区の酸素魚雷の工場の直上で爆発し、付近一帯を壊滅させた。爆心地である浦上地区は長崎市中心部から3キロメートルと離れていること、金比羅山など多くの山による遮蔽があり、遮蔽の利かなかった湾岸地域を除いて被害は軽微であり、広島市の場合と異なり県や市の行政機能は全滅を免れている。浦上地区の被爆の惨状は広島市と同じく悲惨な物であった。浦上教会（浦上天主堂）では原爆投下時に告解（ゆるしの秘跡）を行っていたが、司祭の西田三郎・玉屋房吉を始め、数十名の信者は爆発に伴う熱線あるいは崩れてきたがれきの下敷きになり全員が即死、長崎医科大学でも大勢の入院・通院患者や職員・学生が犠牲となった。
大村海軍病院に収容された負傷者は、誰も履物を履いておらず、着衣がボロボロという凄惨な状態で、「地獄か修羅場の絵巻物」という有様だった。大村海軍病院は9日の内に758人の負傷者を収容したが、翌10日の朝までに約100人が死亡したほか、10数名が重症を負っているにもかかわらず親類の安否を気遣い退院しようとするため、院長の判断で大村駅までトラックで送った。
長崎市内には捕虜を収容する施設もあり、連合軍兵士（主に英軍・蘭軍兵士）の死傷者も大勢出たと言われている。

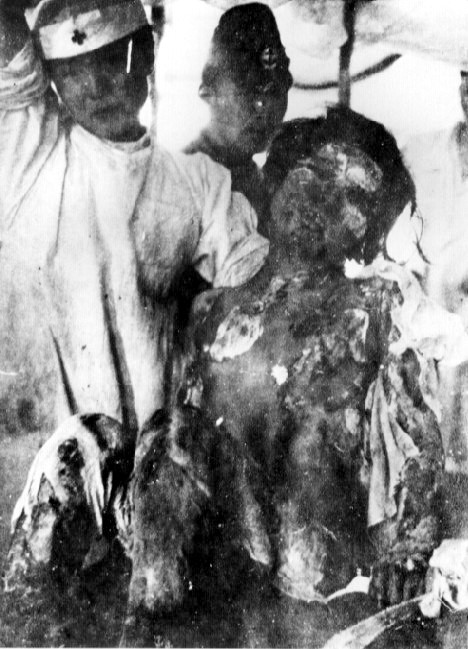
全身に大火傷を負い8月10日に収容された14歳の少女[注釈 36]（大村海軍病院にて、同日撮影）
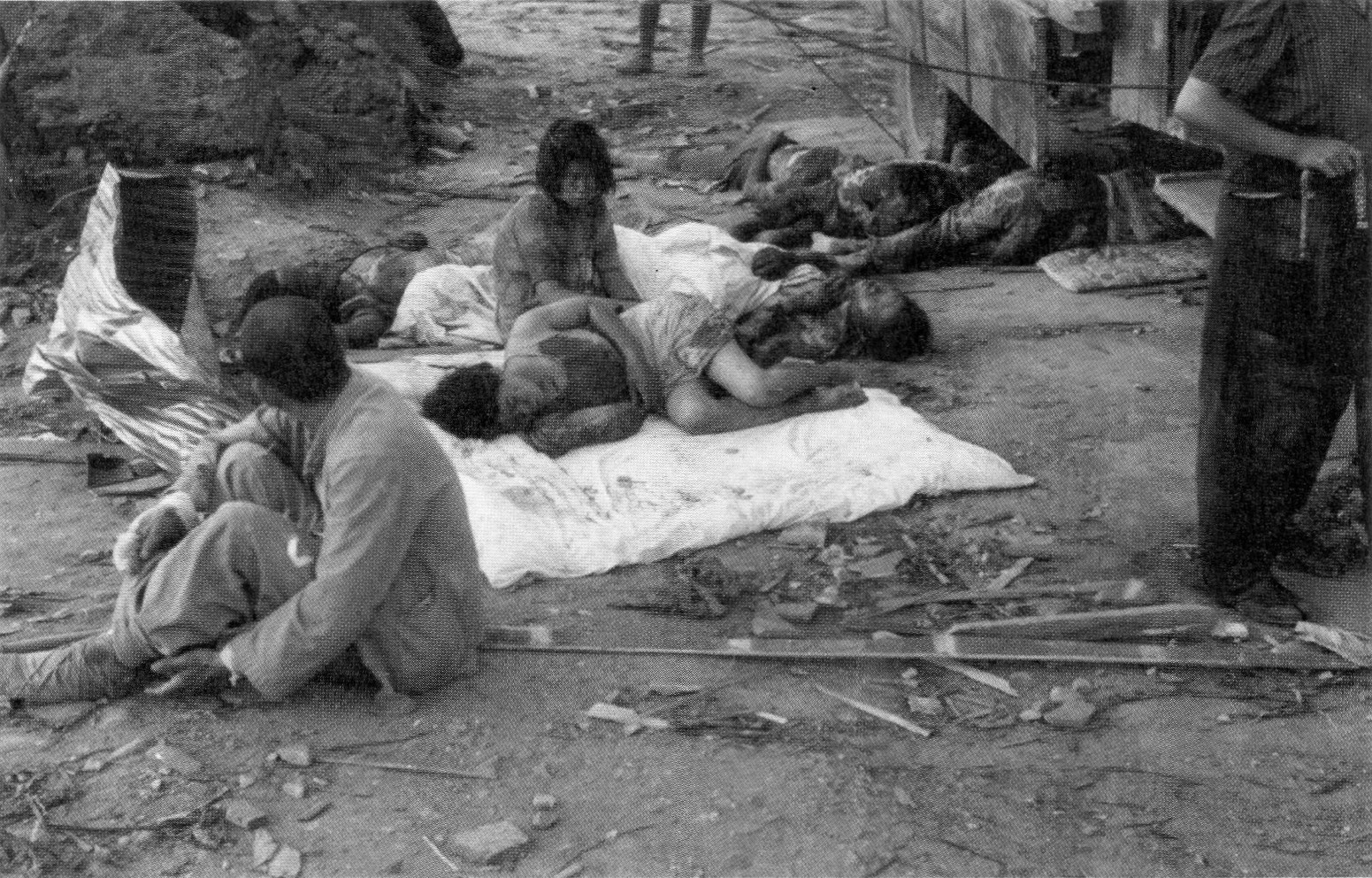
爆心地から約1kmの岩川町で救援を待つ被爆者（1945年8月10日）
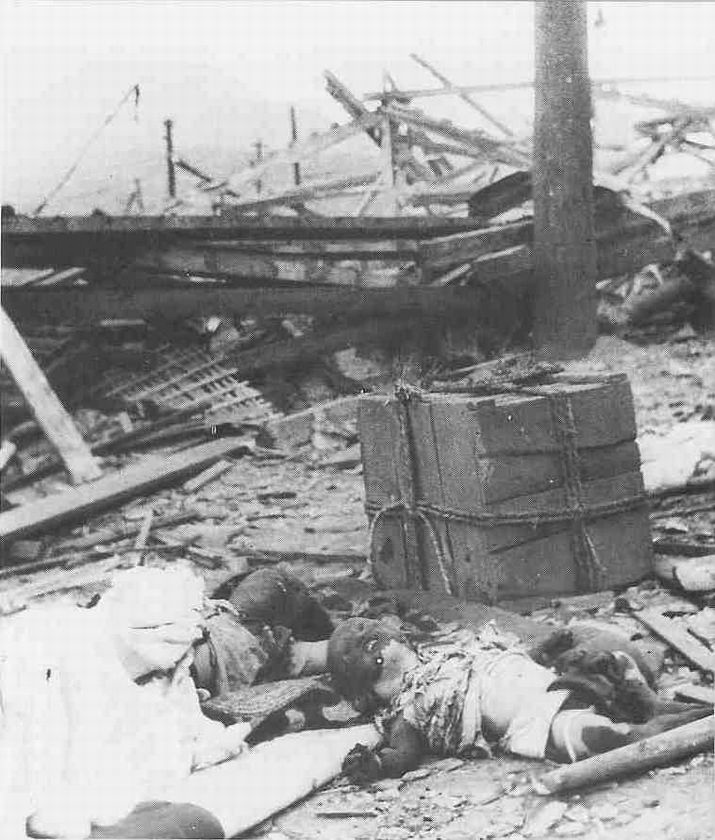
浦上駅のプラットホームで死亡した親子（1945年8月10日）

回収された遺体等などは畑や空き地などに山のように積まれていたと証言などもあった。

## 二重被爆者
特異例として広島で被爆後親戚を頼って長崎へ疎開していた人物が再び長崎で被爆・または出張などで広島を訪れていた人物が被爆し、実家のある長崎で再び被爆したという事例（二重被爆）も確認されている。
8月7日に広島市に入市し原爆の惨状を見た後、職場のある長崎に戻り、原爆の犠牲となった長崎医科大学学長、角尾晋のような人もいる。
1955年、アメリカのニューヨーク・タイムズの記者だった（1954年から61年と64年から68年まで2度、ニューヨーク・タイムズ東京支局長）ロバート・トランブルは二重被爆について関心を持ち、長崎の原爆傷害調査委員会（ABCC）の資料などを調査し、18人の生存を確認した。そして、取材に応じた9人の証言を1957年アメリカで出版した。この中に、山口彊、西岡竹次郎などが含まれている。この翻訳本が2010年日本で出版された。この時点で165人の二重被爆者がいることがわかった。
2024年10月20日から31日に国立長崎原爆死没者追悼平和祈念館において、第14回体験記企画展「幼い姉弟が見た広島・長崎」が開催された。
青森県在住の二重被爆者、福井絹代の被爆体験講話が行われ、一緒に二重被爆した弟（相川國義、2017年に84歳で死去）の描いた証言記録簿（絵画と体験説明文）91点などが展示された。

## 被爆後の救援
当時、長崎県庁の防空本部は、市内諏訪神社下の山腹に設けられた地下壕にあり、被爆時たまたまここで空襲対策会議中だったこともあって、永野若松県知事以下の防空本部機構は健在であった。しかしながら、被爆直後現地とは一時通信が途絶し、また火災が急速に拡大する中で救護活動の立ち上がりは困難を極めた。
日本陸軍の長崎要塞部隊（独立混成第122旅団）は、戦死60名以上、重軽傷200名以上（のち30名以上死亡）を出した。
市外では、15時頃に警察から市内に火災が発生し死傷者多数の電話があった大村海軍病院が救護隊を派遣した。現地では、薬品や器材が不足する中、生き残った永井隆を初めとする医師や看護婦たちによって救護活動が開始されたが、原爆は事前に定められていた医療救護体制にも大きな打撃を与えたため、負傷者に対して応急処置などを十分に施せるような状態ではなかった。所轄警察署（稲佐署・長崎署）や警察警備隊からも救護隊が出動したが、道路の途絶や激しい火災が活動の立ち上がりを阻んだ。
こうした混乱の中、国鉄の救援列車（市内被爆のため長与駅で抑止されていた下り旅客列車を転用したもの ）が、原爆投下から3時間後で炎がまだ燃え盛る爆心地近くまで接近し、多数の負傷者を乗せて沿線の病院などへ搬送した。
夕方には、近郊の病院などの救護隊が、夜には県下の警防団などで組織された救護隊がそれぞれ救護活動を開始し、県警が周辺県警などに救援隊派遣を要請した。救援列車は、夜半頃までの間、最初の列車を含めて4本が運転され、負傷者を諫早、大村、川棚、早岐方面の医療施設へ搬送した。大村海軍病院は、17時頃に山口尚章大村市長から1,000人収容の要請があり、864人の医療要員が収容準備に入り、20時に大村駅に負傷者を乗せた列車が到着。消防車とトラックで数十人ずつ大村海軍病院に搬送した。

## 被爆者を使った人体実験
東京帝国大学が、1945年8月6日の広島と9日の長崎の原爆による被爆者を使って、戦後2年以上に渡り、日本国憲法施行後も、あらゆる人体実験を実施したことを、NHKが2010年8月6日放映のNHKスペシャル『封印された原爆報告書』にて調査報道した。その報道の内容は次の通り。
字幕：昭和20年8月6日、広島。昭和20年8月9日、長崎。
ナレーター：広島と長崎に相次いで投下された原子爆弾、その年だけで、合わせて20万人を超す人たちが亡くなりました。原爆投下直後、軍部によって始められた調査は、終戦と共に、その規模を一気に拡大します。国の大号令で全国の大学などから、1300人を超す医師や科学者たちが集まりました。調査は巨大な国家プロジェクトとなったのです。2年以上かけた調査の結果は、181冊。1万ページに及ぶ報告書にまとめられました。大半が、放射能によって被爆者の体にどのような症状が出るのか、調べた記録です。日本はその全てを英語に翻訳し、アメリカへと渡していました。
字幕：東京大学
ナレーター：日本が国の粋を集めて行った原爆調査。参加した医師は、どのような思いで被曝者と向き合ったのか。山村秀夫さん90歳、都築教授が率いる東京帝国大学調査団の一員でした。当時、医学部を卒業して2年目の医師だった山村さん。調査は全てアメリカのためであり、被曝者のために行っている意識は無かったと言います。
山村さん：もういっさいだって、結果は日本で公表することももちろんダメだし、お互いに持ち寄って相談するということもできませんですから。とにかく自分たちで調べたら全部向こうに出すと。
ナレーター：山村さんが命じられたのは、被曝者を使ったある実験でした。報告書番号23、山村さんの論文です。被曝者にアドレナリンと言う血圧を上昇させるホルモンを注射し、その反応を調べていました。12人の内6人は、わずかな反応しか示さなかった。山村さんたちは、こうした治療とは関係のない検査を毎日行っていました。調べられることは全て行うのが、調査の方針だったと言います。
山村さん：生きてる人は生前にどういう変化を起こしているかということを、少しでも何かの手掛かりは見つけて、調べるということだけでしたから、それ以外何にもないですね。あんまり他のことも考えれなかったですね。とにかくそれだけやると。
NHKインタビュアー：今となってみたらどうお感じになりますか?そのことは。
山村さん：（苦笑）、今となってみたらねぇ。そうですねえ、まあもっと他にいい方法があったのかも知れませんけど、だけど今と全然違いますからねぇ、その時の社会的な状況がね。

## 長崎原爆の遺跡・祈念碑・場所など

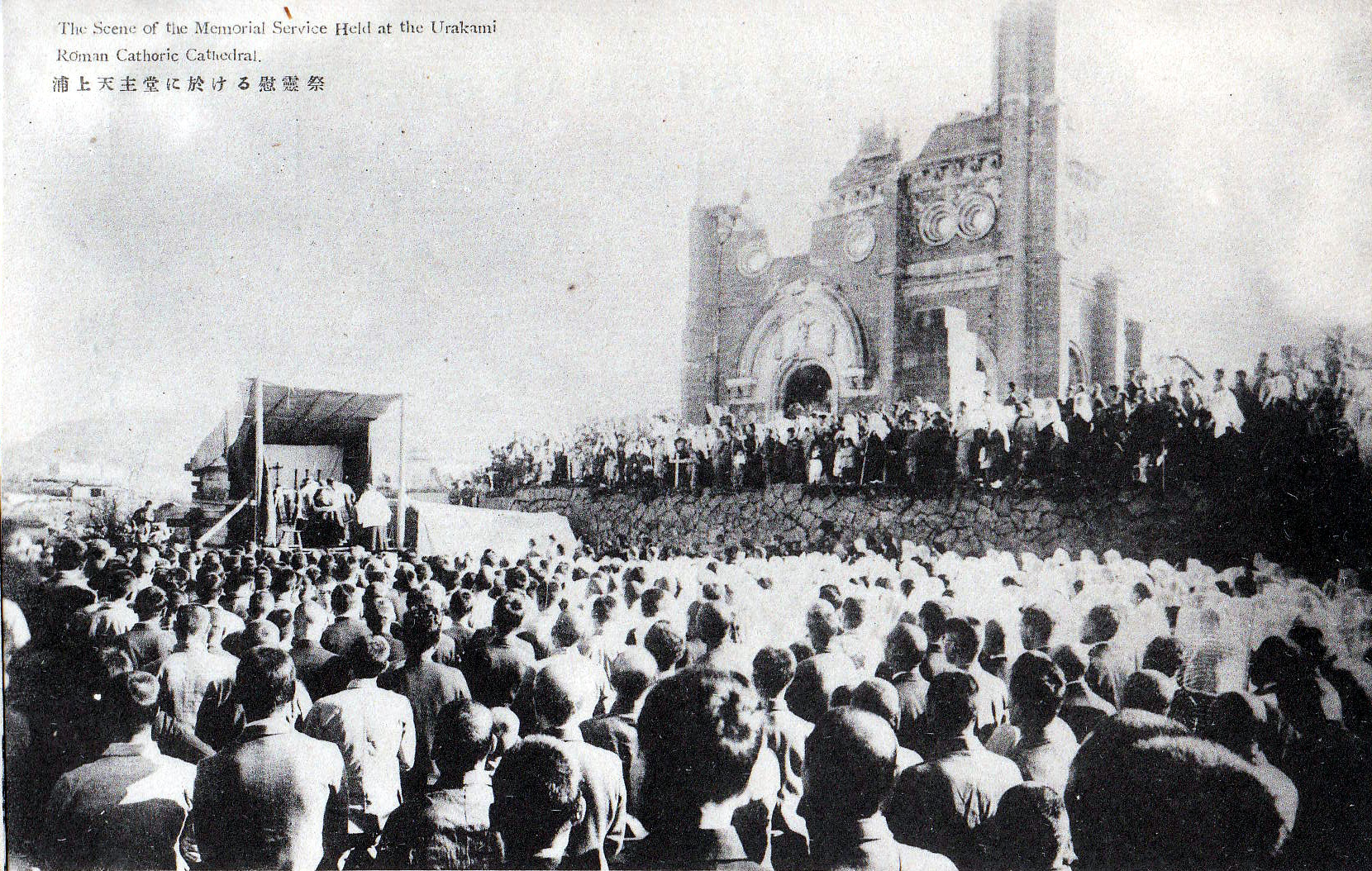
浦上天主堂跡における慰霊祭（1945年11月23日）

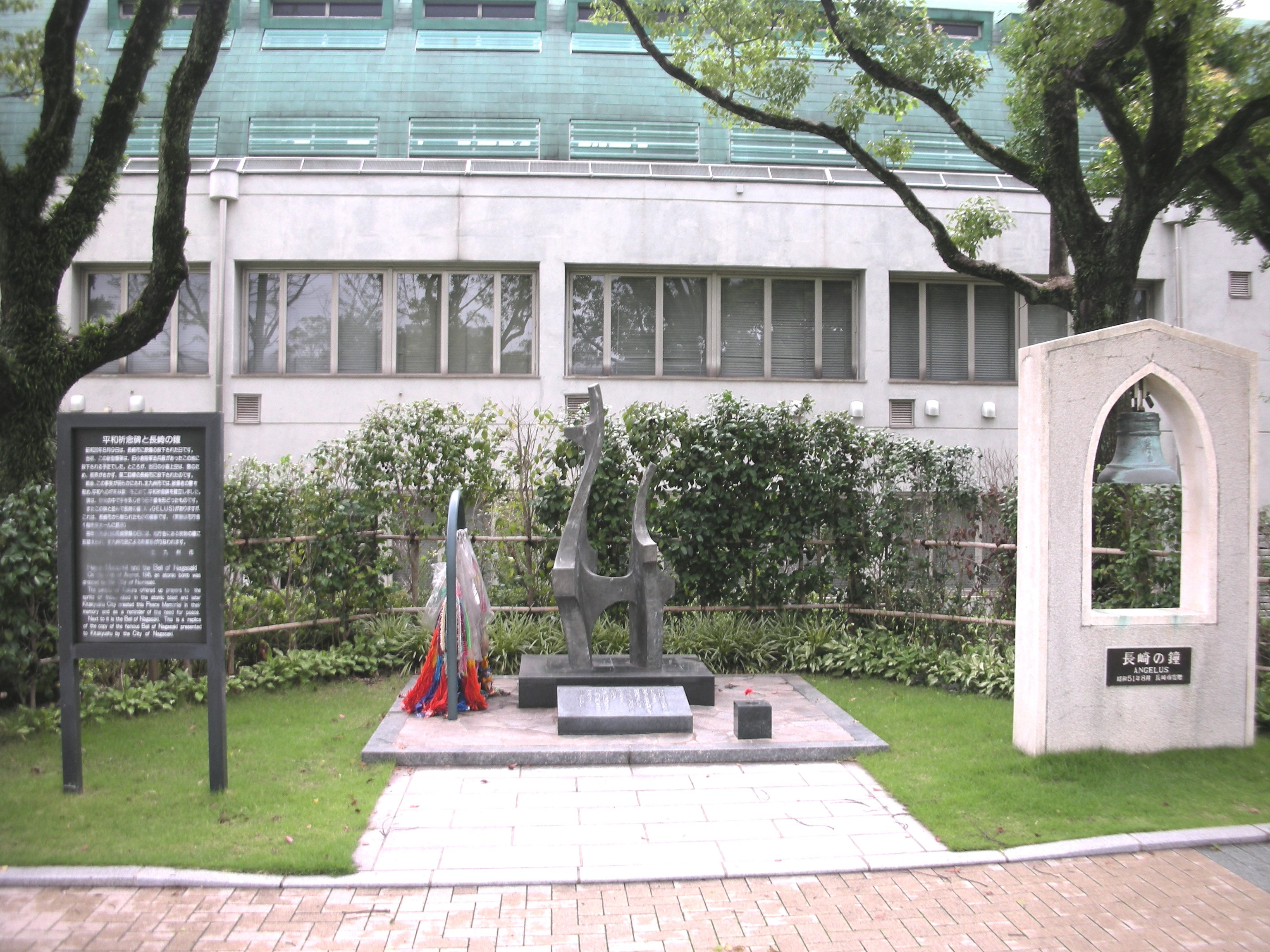
長崎の鐘（後ろの建物は北九州市立中央図書館）

長崎市では被爆建物の保存よりも復興を優先的に実施したと言われている。そのため、浦上天主堂をはじめとする被爆建物のほとんどが取り壊され、原爆ドームのような被爆の状況を視覚的に理解できる遺構は極めて少ない。遺跡の文化財指定の機運が高まり、長崎原爆遺跡が2013年に国登録記念物、2016年に国史跡に指定された。
- 平和祈念像
- 平和公園
- 浦上天主堂
- 長崎市立城山小学校（爆心地付近の遺構として当時の建物の一部が保存されている[93]。）
- 長崎原爆資料館
- 国立長崎原爆死没者追悼平和祈念館
- 山王神社（一本柱鳥居や被爆クスノキが残っている）
- 福済寺（長崎観音）

2022年8月、長崎大学情報データ科学部の全炳徳（チョンビョンドク）教授が、原爆で壊滅する前後の長崎市街地を“上空”から閲覧できるデジタル立体地図を、ウェブ上で公開した。

### 北九州市（旧小倉市）の祈念碑
前述した通り、8月9日当時の原爆投下第一目標は当時の小倉市であった。しかし天候不順など様々な要因が偶発的に重なり、小倉市は原爆投下を免れ、第二目標の長崎市に投下された。
戦後この事実が明らかにされた北九州市では、当初の予定通り小倉市へ原爆が投下された場合、目標とされていた旧小倉陸軍造兵廠跡地の勝山公園に祈念碑を立てた。その後長崎市から「長崎の鐘」が贈られ、毎年8月9日に原爆犠牲者慰霊平和祈念式典を行っている。

## 長崎原爆をテーマとした作品
小説
- 井上光晴
  - 『地の群れ』（1963年）
  - 『明日 一九四五年八月八日・長崎』（1982年）
- 井上靖『城砦』（1964年）
- 後藤みな子『刻を曳く』（1971年）
- 佐多稲子『樹影』（1972年）
- 林京子
  - 『祭りの場』（1975年）
第73回芥川賞受賞作。自らも長崎原爆を取り扱った長編小説を執筆した選考委員の井上靖は、〈戦後三十年、漸くにして、このような作品が、芥川賞候補作として登場して来たといった、ある感慨があった〉と本作を激賞した[95]。
  - 『ギヤマンビードロ』（1977年）
  - 『無きが如き』（1981年）
  - 『やすらかに今はねむり給え』（1990年）
  - 『長い時間をかけた人間の経験』（1999年）
- 遠藤周作『女の一生・2部 サチ子の場合』（1982年）
- カズオ・イシグロ『遠い山なみの光』（1982年）
1982年ウィニフレッド・ホルトビー記念賞（英語版）受賞。日本語訳は当初『女たちの遠い夏』の題で刊行されたが、後に改訳され『遠い山なみの光』に改められた。
- 笹本祐一『ARIEL』（1996年） - 長崎に向う途中の「ボックスカー」が、現代へタイムスリップしてくるエピソードがある。
- 青来有一
  - 『聖水』（2000年）
  - 『爆心』（2006年）
- 鹿島田真希『六〇〇〇度の愛』（2005年）
- 田口ランディ『被爆のマリア』（2006年）

戯曲
- 田中千禾夫『マリアの首』1959年
- 野田秀樹 『パンドラの鐘』 1999年
- 松田正隆『涙の谷、銀河の丘』2003年

詩集
- 山田かん『山田かん詩集』など
- 『第二楽章 長崎から』詩・福田須磨子、下田秀枝、筒井茅乃、香月クニ子、朗読 吉永小百合、1999年

歌集・句集
- 松尾あつゆき「原爆句抄」など

随筆・手記
- 永井隆
  - 『この子を残して』（1948年）
  - 『長崎の鐘』（1949年）
- 筒井茅乃（永井隆の実娘）『娘よ、ここが長崎です』（1985年）
- 秋月辰一郎
  - 『長崎原爆記』（1966年）
  - 『死の同心円』1972年
- 福田須磨子『われなお生きてあり』（1967年）
- 美輪明宏『紫の履歴書』（1968年）
- 調来助『長崎原爆体験 医師の証言』（1982年）
- マリー゠エマニュエル・グレゴリー 『長崎の原爆で終わった抑留』（1947年）
長崎に抑留されていたフランスのカトリック修道女の回想録。

証言記録
- スーザン・サザード著 宇治川康江訳『ナガサキ 核戦争後の人生』(原題：NAGASAKI) 2019年

映画
- 『長崎の鐘』 - 監督：大庭秀雄、1950年
- 『この子を残して』 - 監督：木下惠介、1983年
- 『せんせい』 - 監督：大澤豊、1983年
- 『TOMORROW 明日』 - 監督：黒木和雄、1988年
- 『八月の狂詩曲』 - 監督：黒澤明、1991年
- 『NAGASAKI 1945 アンゼラスの鐘』 - 監督：有原誠治、2005年
- 『二重被爆』 - 監督：青木亮、2006年 ※ドキュメンタリー
- 『馬頭琴夜想曲』 - 監督：木村威夫、2006年
- 『ヒロシマナガサキ』（原題『WHITE LIGHT/BLACK RAIN: the Destruction of Hiroshima and Nagasaki』- 監督：スティーブン・オカザキ、2007年 ※ドキュメンタリー
2007年8月6日にHBO局にて全米放送され、話題となった。
- 『爆心 長崎の空』 - 監督：日向寺太郎、2013年
- 『ウルヴァリン:SAMURAI』 - 監督：ジェームズ・マンゴールド、2013年
- 『母と暮せば』 - 監督：山田洋次、2015年
- 『長崎-閃光の影で-』 - 監督：松本准平2025年

音楽
長崎への原爆や平和をテーマにした歌は約90曲存在するという。
- 『あの子』（1949年、長崎市立山里小学校弔歌） - 作詞：永井隆、作曲：木野普見雄
- 『長崎の鐘』（1949年、藤山一郎） - 作詞：サトウハチロー、作曲：古関裕而
- 『子らのみ魂よ』（1951年、長崎市立城山小学校弔歌） - 作詞：島内八郎、作曲：木野普見雄
- 『ふるさとの空の下で』（1965年、丸山明宏） - 作詞・作曲：丸山明宏
- 『祈り』（1983年、さだまさし） - 作詩[注釈 41]・作曲：さだまさし
- 『広島の空』（1993年、さだまさし） - 作詩[注釈 41]・作曲：さだまさし
- 『千羽鶴』（1995年、被爆50周年記念歌[97]） - 作詞：横山鼎（島根大学名誉教授 原文は詩）、作曲：大島ミチル
- 『リボン～Ribbon』（2003年、槙健一） - 作詞・作曲：槙健一
- 『little Fát Màn boy』（2006年、LM.C） - 作詞・作曲：LM.C
- 『クスノキ』（2014年、福山雅治） - 作詞・作曲：福山雅治
- オペラ『ジュニア・バタフライ』（2004年） - 原作：島田雅彦『彗星の住人』より、作曲：三枝成彰
- オラトリオ『長崎』（1958年） - 作曲：アルフレート・シュニトケ（米田栄作と島崎藤村の詩も用いられている）

絵本
- 松添博『ふりそでの少女』1992年
- 葉祥明『あの夏の日』2000年

写真集
- 土門拳、東松照明『hiroshima-nagasaki document』1961年
- 東松照明『〈11時02分〉NAGASAKI 』1966年
- 山端庸介『長崎ジャーニー・山端庸介写真集』1995年
- 写真 山端庸介、林重男、松本栄一、H・Jピーターソンほか、長崎市編『被爆記録写真集』1996年

テレビドラマ
- 『約束の地』（NHK総合、1983年） - 原作：林京子『無きが如き』、脚本：中島丈博、 出演：香川京子ほか
- 『明日―1945年8月8日・長崎』（日本テレビ、1988年） - 原作：井上光晴、脚本・市川森一、出演：大竹しのぶほか
- 『海に眠るダイヤモンド』（TBS、2024年） - 脚本：野木亜紀子、出演：神木隆之介ほか

ラジオドラマ
- 長崎放送 『原子野発 臨時列車』 ナレーション 小池朝雄 1971年11月6日放送

ラジオ ドキュメンタリー
- NBC長崎放送 『長崎は証言する』
被爆者の体験を生の声で保存し、後世に伝えることを目的としたラジオ番組[98][99][100]。

創作能
- 多田富雄『長崎の聖母』2005年

ドキュメンタリー
- ナショナルジオグラフィック 『衝撃の瞬間6「長崎～2発目の原子爆弾」』
  - この放送では、防空壕に避難した当時10歳だった女性と、郵便配達を行っていた当時郵便局員だった男性の証言などが放送された。

絵画集
- 深水経孝『崎陽のあらし』1946年 - 刊行は1982年（原爆絵巻「崎陽のあらし」を出版する会）と2003年（人吉高校英語研究会・編、草の根出版会、ISBN 4876481865）

## 特記
1945年（昭和20年）8月6日の広島市への原爆投下、8月8日のソ連対日宣戦布告（ソ連対日参戦）、8月9日の長崎市への原爆投下を経て（3発目の原子爆弾は8月12日東京投下予定との情報分析もあった）、大日本帝国政府（鈴木貫太郎内閣）と大本営（陸軍部、海軍部）は本土決戦（決号作戦）を諦め、御前会議でポツダム宣言受託を決定した。
8月15日、日本の降伏を昭和天皇が公表した玉音放送では、「しかのみならず 敵は新たに残虐なる爆弾を使用して しきりに無辜を殺傷し 惨害の及ぶところ真に測るべからざるに至る　しかもなお交戦を継続せんか 遂に我が民族の滅亡を招来するのみならず ひいて人類の文明をも破却すべし　かくの如くは 朕何をもってか 億兆の赤子を保し 皇祖皇宗の神霊に謝せんや　是れ 朕が帝国政府をして共同宣言に応せしむるに至れる所以なり」と言及している。
上皇明仁は沖縄慰霊の日（6月23日）・広島原爆の日（8月6日）・長崎原爆の日（8月9日）・終戦記念日（8月15日）を「忘れてはならない日」として挙げ、宮内庁ホームページには「忘れてはならない4つの日」として掲載されている。